# 코렐라 요새

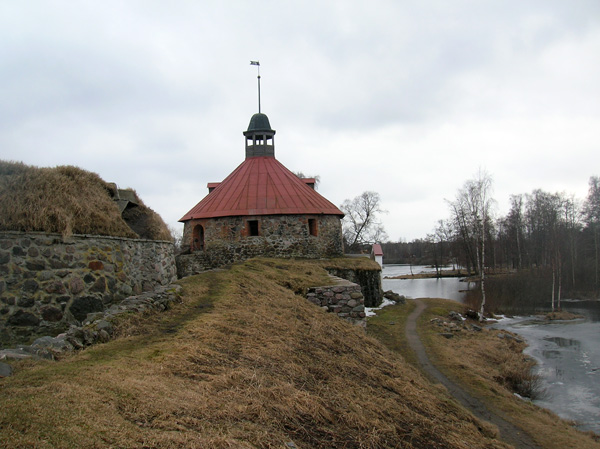
코렐라 요새

코렐라 요새(러시아어: Корела крепость, 핀란드어: Käkisalmen linna, 스웨덴어: Kexholms fästning)는 프리오제르스크에 위치해 있는 오래된 요새이다. 카렐리야인들이 세웠고, 캐키살미(Käkisalmi)라고 불렀다. 이 요새는 나중에는 노브고로트 공국의 식민지가 되어 코렐라로 불리게 되었다.
코렐라 요세는 노브고로트 공국의 식민지에서 1143년에 최초로 언급되었고, 12세기에 고고학적으로는 쌓아올려진 것이 알려졌다. 스웨덴의 식민지이자 개척지로 변했고 이 지역은 1294년에 켁스홀름(Keksholm)으로 개칭되었다.
스웨덴인들은 코롤라를 2번(1580년에서 1611년까지)이나 점령했다. 1580년에 요새가 다시 점유한 뒤에는 다시 세웠다.
요새는 18세기 중반에 다시 러시아 제국의 영토로 들어갔다.